# Eidai Sangyo Soccer Club
L'Eidai Sangyo Soccer Club (永大産業サッカー部?, Eidai Sangyo Sakkā-Bu) è stata una società calcistica giapponese attiva tra il 1972 e il 1977, con sede a Heizei.

## Storia
Il club fu fondato nel 1972 per iniziativa dell'imprenditore Shigeru Fukao, proprietario di un'impresa di materiali da costruzione edile denominata Eidai Sangyo. Come responsabile dell'area tecnica fu nominato l'allenatore Hidemaro Watanabe che formò la prima rosa includendo dei giocatori provenienti dal Tokyo Gas (da cui proveniva anche Ken Okubo, a cui fu affidata la guida tecnica del club) e dal defunto Nagoya Bank, integrandola in seguito con dei giocatori brasiliani come Antonio Pelé.
Iscritta in All Japan Senior Football Championship, grazie al tipo di politica tecnica adottata la squadra salì immediatamente nel massimo livello del campionato vincendo dopo due anni la regular season e i playoff interdivisionali della Japan Soccer League Division 2. Salvatosi solo dopo aver prevalso agli spareggi promozione/salvezza nella stagione d'esordio, nelle due stagioni successive l'Eidai Sangyo conseguì dei risultati di classifica medio-bassa ottenendo tuttavia dei buoni risultati nelle coppe dove raggiunse, raggiungendo la finale nella stagione 1974 della Coppa dell'Imperatore e nell'edizione 1976 della Japan Soccer League Cup.
Poco prima dell'inizio della stagione 1977 la squadra, che già qualche mese prima aveva subìto una riorganizzazione societaria con il cambio di denominazione in Eidai Soccer Club (永大サッカー部?) e con l'avvicendamento di Okubo con Toshihiko Shiozawa e Sergio Echigo, interruppe la propria attività a causa degli elevati debiti derivati dai costi di gestione: i giocatori della squadra furono trasferiti nel Honda Motor, nel Toshiba e nello Yomiuri.

## Colori e simboli
I colori sociali della squadra erano il rosso e il nero (raggruppati, nelle maglie, in un motivo a strisce), mentre lo stemma era rappresentato da uno scudo bianco con strisce rosse e sormontato da una scritta "ED" di colore rosso.

## Allenatori e presidenti
- 1972-1975  Ken Okubo
- 1976  Toshihiko Shiozawa

## Statistiche e record

### Partecipazione ai campionati
| Livello | Categoria                              | Partecipazioni | Debutto | Ultima stagione |
| ------- | -------------------------------------- | -------------- | ------- | --------------- |
| 1º      | Japan Soccer League Division 1         | 3              | 1974    | 1976            |
| 2º      | Japan Soccer League Division 2         | 1              | 1973    | 1973            |
| 3º      | All Japan Senior Football Champiosnhip | 1              | 1972    | 1972            |